# Eugenio Montale
Eugenio Montale, född 12 oktober 1896 i Genua, död 12 september 1981 i Milano, var en italiensk författare.

## Biografi
Montale var en i sin generation nyskapande poet, vars landskap framför allt var Liguriens kust. Montale var en av de ledande hermetikerna och en glödande pessimist. Han tilldelades Nobelpriset i litteratur 1975.
Montale debuterade 1925 med Bläckfiskskal. År 1993 blev hans dikt Non chiderci placerad som väggdikt på en husfasad vid Oude Rijn 138 i den holländska staden Leiden.

## Svenska översättningar
- Poesie (svensk tolkning av Gösta Andersson, Italica, 1960) [tvåspråkig utgåva]
- Ovädret (La bufera) (svensk tolkning av Sture Axelson, FIB:s lyrikklubb, 1967) [tvåspråkig utgåva]
- Poesie (svensk tolkning av Anders Österling, Italica, 1972) [tvåspråkig utgåva]
- È ancora possibile la poesia?: discorso tenuto allʹAccademia di Svezia il 12 dicembre 1975 (svensk översättning av Ingemar Boström, English translation by Diana Wormuth, Italica, 1975) [trespråkig utgåva av nobelföreläsningen]
- Dikter (svensk tolkning av Anders Österling, Bonnier, 1975) [tvåspråkig utgåva]

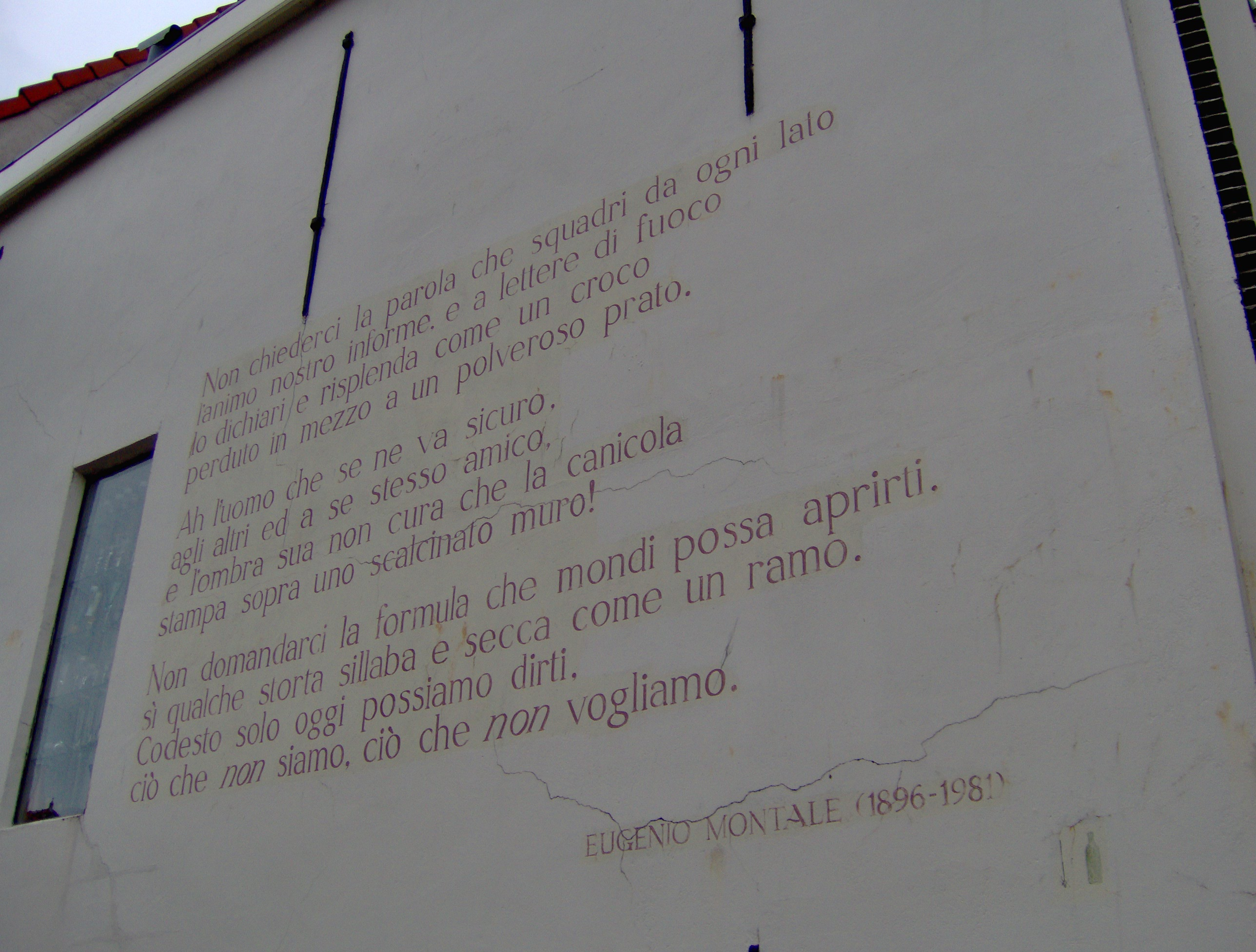
Eugenio Montales dikt Non chiederci som väggdikt i Leiden.